# Azpeytia scutatus
Azpeytia scutatus är en tvåvingeart som först beskrevs av Meijere 1908.  Azpeytia scutatus ingår i släktet Azpeytia och familjen blomflugor. Inga underarter finns listade i Catalogue of Life.